# Bromaat

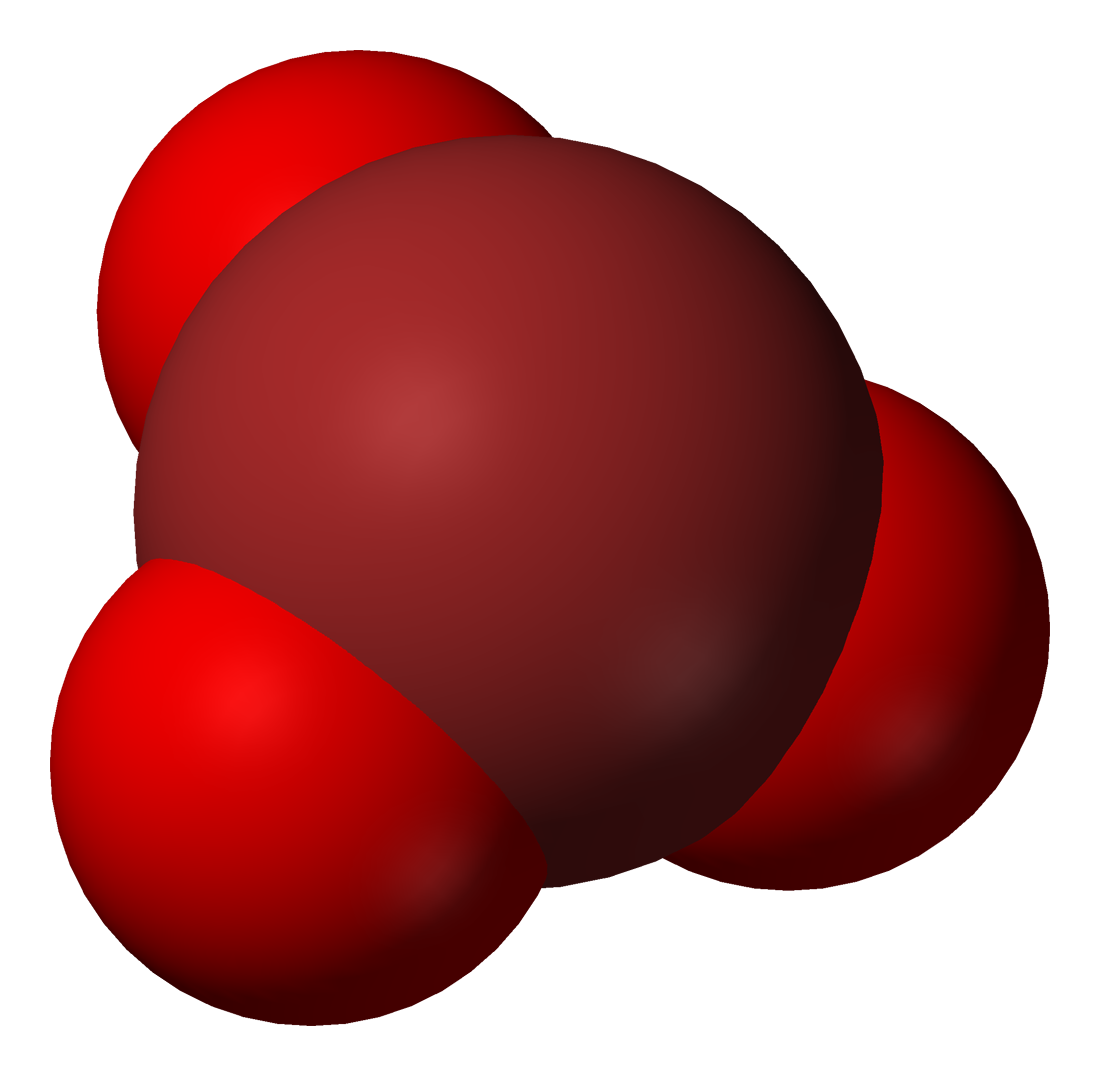
Bromaat

Bromaat is een oxoanion van broom, met als brutoformule BrO3−. Het anion kan beschouwd worden als de geconjugeerde base van broomzuur, HBrO3. Zouten en esters van dit zuur worden bromaten genoemd. Broom bevindt zich in deze verbindingen in oxidatietoestand +V.
Bromaten zijn kleurloos, smaakloos en niet vluchtig. Bromaat is (vooral in zuur milieu) een betrekkelijk sterke oxidator en komt niet vrij voor in de natuur. Het wordt gevormd als bijproduct bij waterzuivering door reactie van ozon met in het water aanwezig bromide.
Bromaat werd wel gebruikt door bakkers als deegversteviger, maar sinds bij proefdieren werd aangetoond dat het kankerverwekkend is, is dit gebruik sterk afgenomen.

## Trivia
Voor het te proberen verkopen van gebromeerd water, dat door zuivering in het giftige bromaat was omgezet, werd in 2004 de Ig Nobelprijs toegekend.

## Voorbeelden
- Natriumbromaat
- Kaliumbromaat